# Moriscote
Moriscote es una localidad española de la provincia de Albacete, en la comunidad autónoma de Castilla-La Mancha. Pertenece a los municipios de Aýna, Liétor y Alcadozo.

## Historia
Hacia mediados del siglo XIX, el lugar, perteneciente por entonces a Aýna, tenía contabilizadas 4 casas. Aparece descrito en el decimoprimer volumen del Diccionario geográfico-estadístico-histórico de España y sus posesiones de Ultramar de Pascual Madoz de la siguiente manera:

MORISCOTE: cortijada de 4 casas en la prov. de Albacete, part. jud. de Yeste, térm. jurisd. de Ayna.
(Madoz, 1848, p. 609)

En 2022, tanto la entidad singular de población y el núcleo de población de Moriscote ubicados en Aýna tenían empadronados 8 habitantes.
Pertenece a los municipios de Aýna, Liétor y Alcadozo.